# Risen (natuurreservaat)
Risen is een natuurreservaat in de gemeente Lund in de Zweedse provincie Skåne län. Risen heeft een oppervlakte van 230 hectare en ligt net ten zuiden van de plaats Genarp en achttien kilometer ten zuiden van de stad Lund. Het natuurreservaat is opgericht in 1980 door het provinciebestuur van de voormalige provincie Malmöhus län.
Het natuurreservaat bestaat uit verschillende biotopen. Het noordelijke deel bestaat uit weilanden en laagveen, hier groeien vooral verschillende soorten vaatplanten. Het overige deel bestaat uit naald-en loofbos. Volgens een studie naar de flora en fauna in het natuurreservaat uit 2002 komen er minimaal achttien soorten die op de Rode Lijst van de IUCN staan voor, tien hiervan zijn kevers. Voorbeelden van dieren die in het park leven zijn de woudparelmoervlinder, de Corticeus unicolor een kever en ondersoort van de zwartlijven, de Stictoleptura scutellata een kever behorend tot de boktorren, de holenduif en de kleine bonte specht. De bomen die het meest in Risen voorkomen zijn de beuk en de berk.